# Parco nazionale Mount Coolum

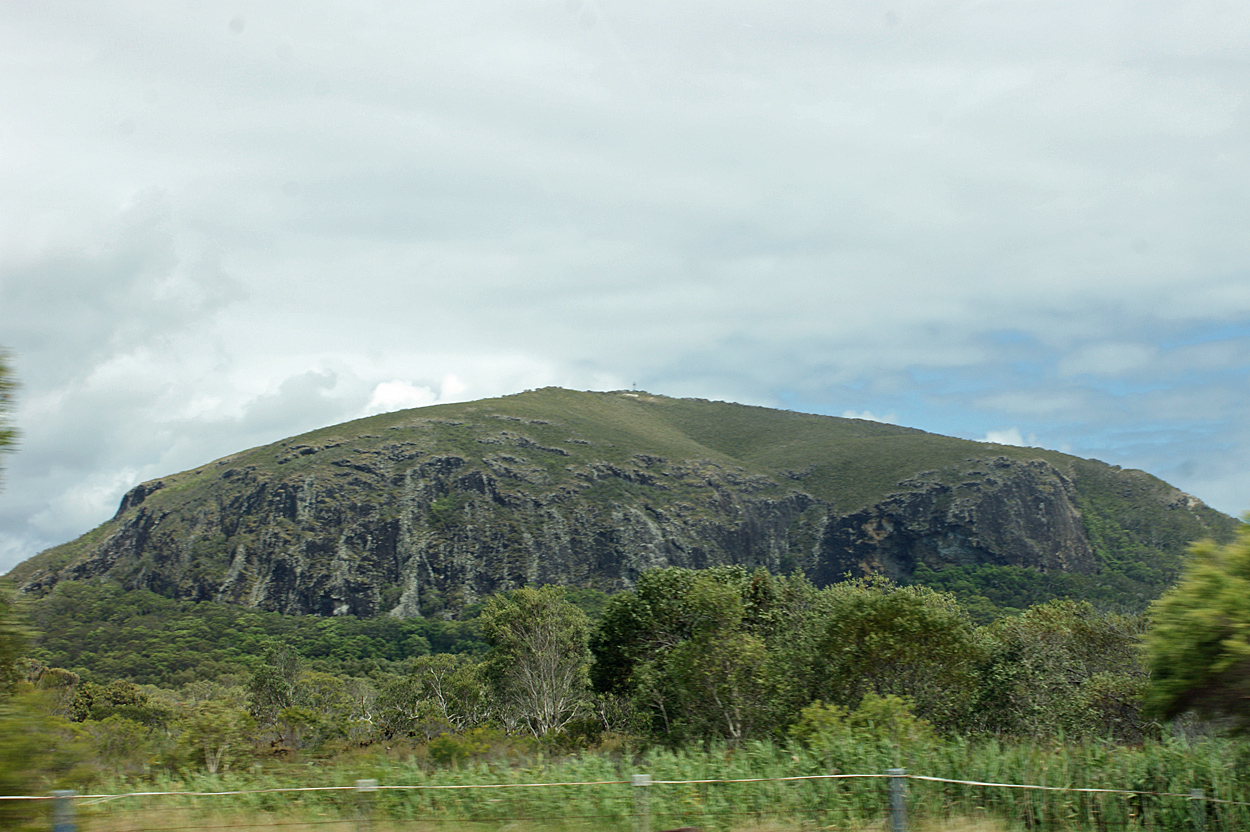
Il Mount Coolum visto da sudest.

Il Parco nazionale Mount Coolum (in lingua inglese: Mount Coolum National Park) è un parco nazionale situato nei pressi della cittadina di Mount Coolum, nello Stato del Queensland in Australia.
Il parco si trova sulla Sunshine Coast, 101 km a nord di Brisbane. È posizionato tra la Sunshine Motorway a ovest, la linea di costa a est, la cittadina balneare di Coolum Beach a nord e la cittadina di Marcoola a sud.
Il parco è stato istituito nel 1990 e ha un'estensione di 0,69 km² (0,27 mi²).

## Formazione
Originatosi circa 26 milioni di anni fa, il Mount Coolum è geologicamente un laccolite formatosi quando un'intrusione di magma con la caratteristica forma a cupola si raffreddò al di sotto della superficie terrestre, assumendo una forma all'incirca circolare con ripide pareti sui versanti orientale e settentrionale. Il monolito si eleva verticalmente dalla pianura circostante innalzandosi fino a 208 m, con un aspetto simile alle Glasshouse Mountains poste a sud. Il Mount Coolum è costituito da regolite, che forma colonne basaltiche con un aspetto tipico delle fratture geologiche nette di tipo diaclasico.
Sulle pendici orientali è presente una vecchia cava non più utilizzata. Dopo piogge abbondanti, l'acqua scende dalle pareti formando numerose piccole cascatelle.

## Etimologia
Secondo una leggenda degli aborigeni australiani riferita al Tempo del Sogno, c'era una volta un giovane guerriero di nome Coolum, innamorato di una giovane ragazza di nome Maroochy. La giovane venne rapita dal rivale Ninderry. Coolum affrontò l'avversario in combattimento, ma venne decapitato dal più forte Ninderry con una clava. Il suo corpo cade a terra e si trasformò nel Monte Coolum, mentre la sua testa rotolò nel mare dove divenne l'isola Mudjimba. Gli spiriti che avevano approvato l'unione tra Coolum e Maroochy, per punizione trasformarono Ninderry in pietra facendolo diventare il Monte Ninderry. La giovane Maroochy, dopo aver appreso la triste fine del suo amato Coolum, fuggì dalla costa e si rifugiò nei monti del Blackall Ranges e pianse talmente tanto che le sue lacrime formarono il fiume Maroochy River. Volendo ritrovare almeno lo spirito del suo amato Coolum, Maroochy si trasformò in un cigno e così può continuare la ricerca nuotando nel fiume creato dalle sue lacrime.